# Domain Master Browser
Domain Master Browser je v informatice název služby pro protokol SMB, který je potřeba v routované síti, tj. když se Doména Windows rozprostírá ve více než jedné TCP/IP síti. Pokud je Doména Windows provozována ve více podsítích, každá z těchto podsítí má nezávislý prohlížeč (browser) nazývaný Master Browser. Master Browser je zodpovědný za správu seznamu jmen počítačů v rámci své příslušné podsítě a části domény v jeho podsíti. Domain Master Browser se používá ke sbírání informací z každého Master Browseru přes volání NetServerEnum API. Takto získaný seznam je sloučen se seznamem Domain Master Browseru pro svou vlastní podsíť. Tento spojený seznam tvoří celkový seznam pro doménu. Seznam je pak rozeslán do Master Browserů v každé podsíti, takže může být přístupný pro počítače žádající v síti o sdílený prostředek.
Domain Master Browser je součást operačního systému Microsoft Windows Serveru. Je používán k poskytování informací o ostatních počítačích v rámci stejné Domény Windows nebo TCP/IP sítě. Domain Master Browser koordinuje  seznamy ze všech místních browserů ve skupině, bez ohledu na to, jaké jsou jejich síťové segmenty. Sebrané informace (tzv. Browse list) je udržován v browseru a primárně sestává z názvů počítačů a služeb, které každý počítač nabízí. Existuje několik rolí browseru: Backup Browser, Master Browser a Domain Master Browser. 